# Lenticelle

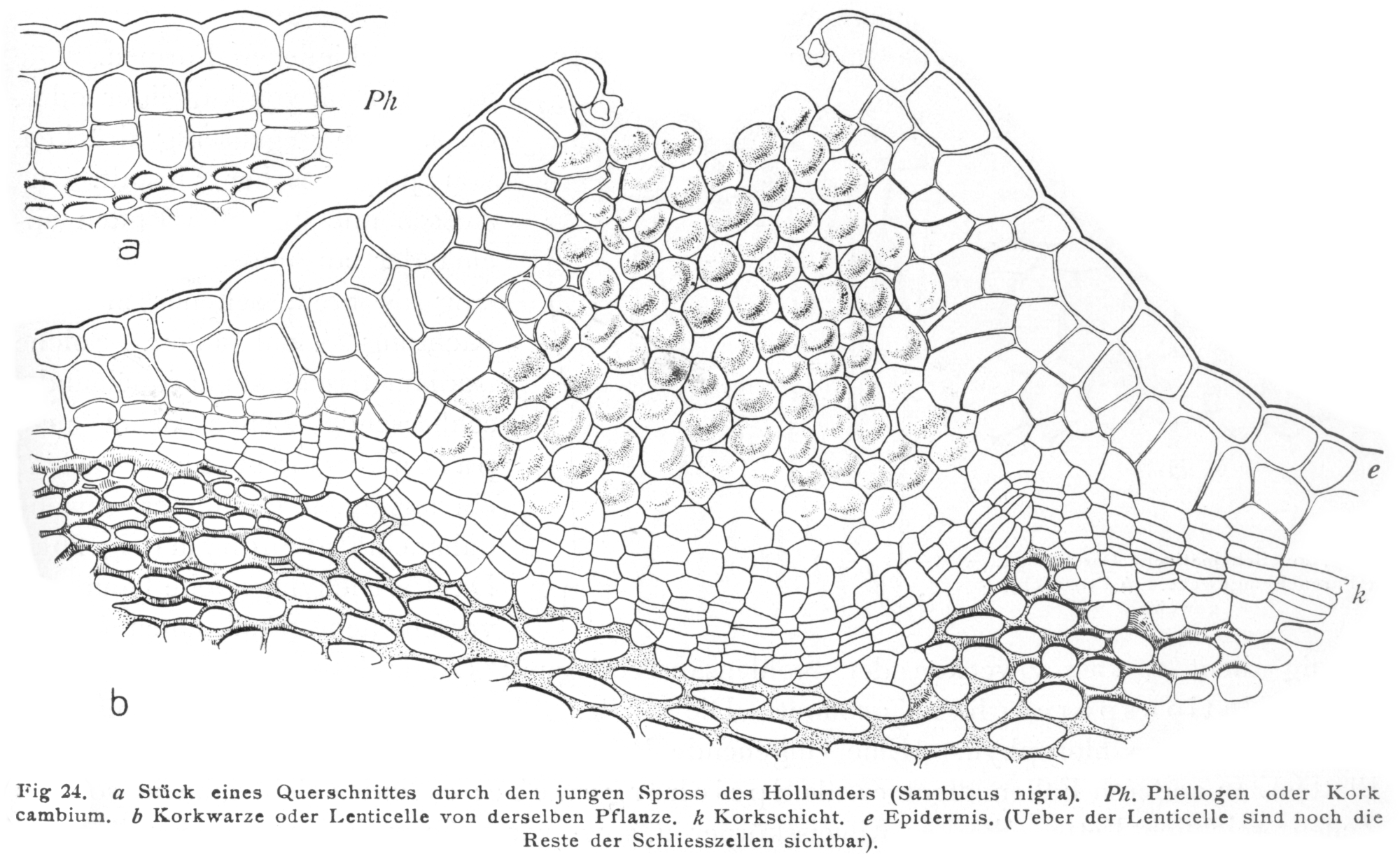
Lenticella in sezione

Le lenticelle, presenti nelle piante dotate di struttura secondaria sia sul fusto sia sulle radici e sui frutti, sono formazioni cellulari allungate che conferiscono una discontinuità al sughero impermeabile, garantendo così gli scambi gassosi tra l'ambiente esterno e i tessuti interni della pianta.

## Caratteristiche

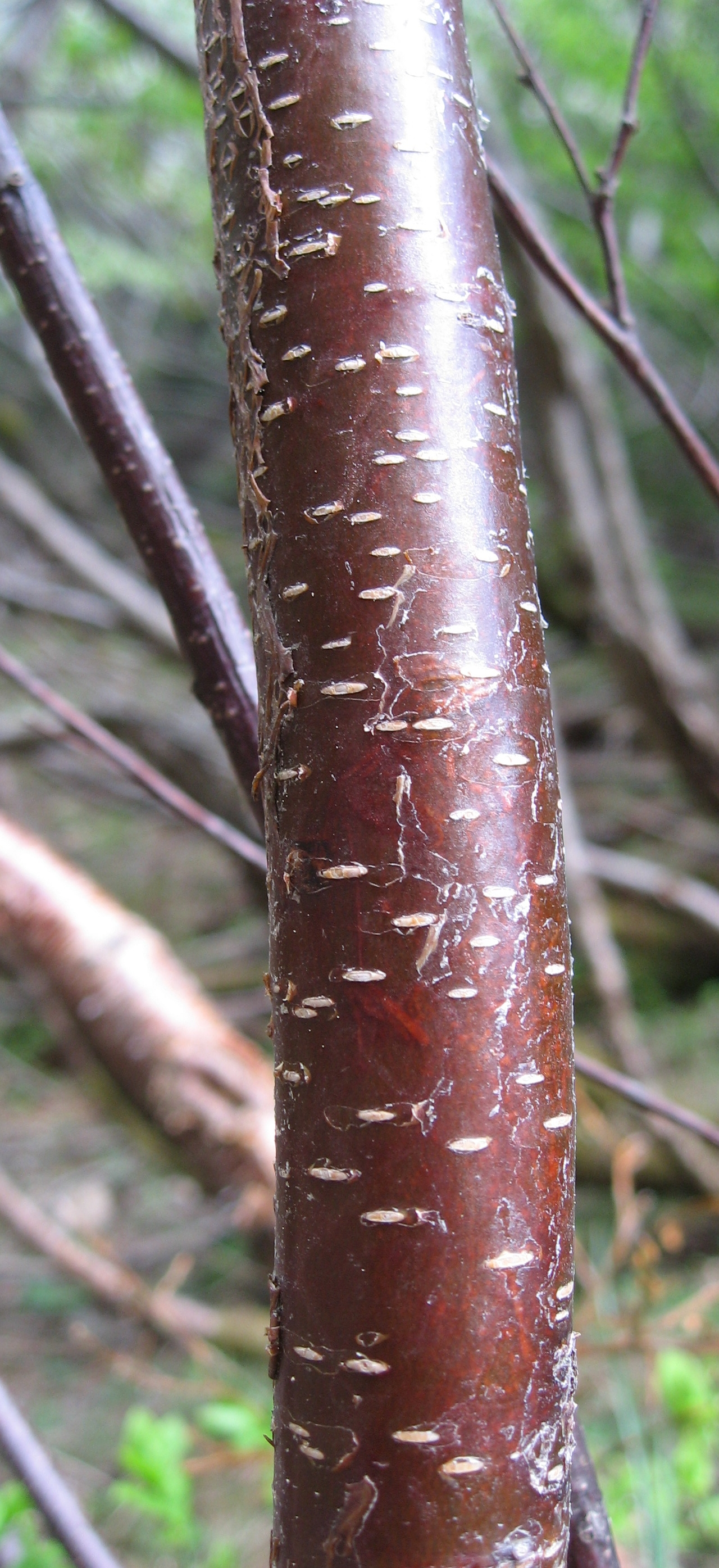
Lenticelle su tronco

Il diametro delle lenticelle può variare da un mm a circa un cm. In estate rimangono aperte, mentre in inverno con la pianta nello stadio di dormienza sono chiuse da uno strato di sughero. Alla ripresa vegetativa della pianta lo strato di sughero si rompe, ripristinando la funzione di scambio gassoso. Le lenticelle si formano generalmente in corrispondenza degli stomi nella preesistente epidermide. Le lenticelle sono anche presenti su molti frutti,  come per esempio le mele e le pere.